# Norra Gardisjön
Norra Gardisjön är en sjö i Vilhelmina kommun i Lappland och ingår i Umeälvens huvudavrinningsområde. Sjön har en area på 0,239 kvadratkilometer och ligger 556,2 meter över havet. Sjön avvattnas av vattendraget Risbäcken.

## Delavrinningsområde
Norra Gardisjön ingår i det delavrinningsområde (718153-157789) som SMHI kallar för Ovan Västerbäcken. Medelhöjden är 561 meter över havet och ytan är 28,13 kvadratkilometer. Det finns inga avrinningsområden uppströms utan avrinningsområdet är högsta punkten. Risbäcken som avvattnar avrinningsområdet har biflödesordning 3, vilket innebär att vattnet flödar genom totalt 3 vattendrag innan det når havet efter 245 kilometer. Avrinningsområdet består mestadels av skog (45 procent) och sankmarker (46 procent). Avrinningsområdet har 0,5 kvadratkilometer vattenytor vilket ger det en sjöprocent på 1,8 procent.